# 天长市
天长市是位于中国安徽省东部的县级市，1993年3月29日起由地級滁州市代管。东临高邮湖，因伸入江苏苏中腹地，故而有“安徽东大门”之称，也是安徽省距离长江口最近的城市。位于江淮分水岭到苏北平原过度地。全市常住总人口约61万人，市区人口约20万人。其南部与六合，仪征接壤处的金牛山水库（金牛湖地区）是民歌《茉莉花》的发源地
。区域面积为1,770平方公里。
天长是安徽省民营經濟最活躍的县市之一，2008年列入安徽省经济社会管理扩权试点县，財政上實行省直管县；也是醫療體制改革示范县，被譽為開創了县域医改的“天长模式”。2017年11月获评全国文明城市。
天长在文化上属于江淮文化区/淮扬文化圈，经济上属于长三角和南京都市圈。

## 历史
天长古属天下九州中的扬州，传说中的帝尧故里三阿之南在其高邮湖区域内。
西楚時曾名为东阳郡，晋下阿，南北朝時為石梁郡，唐从江都县（今扬州市）等地划地始设千秋县，后改名为天长县。
商周时古名卑梁，属吴国边邑，《史记·楚世家》记载中关于吴楚战争的“卑梁之衅”就发生在今石梁镇。
秦朝时属东海郡东阳、广陵县地。
两汉时期，分属广陵国 (广陵、高邮二县)和徐州刺史部临淮郡(东阳、堂邑二县)。
三国时，广陵县废。西晋太康元年（公元280年），复置广陵县；建兴元年(313)，广陵郡还治广陵；西部与六合一起属于堂邑郡。
东晋侨置肥如县。前秦南侵，晉朝谢玄领命北伐后，率领东晋军队，从广陵出发，经大仪、铜城、龙岗直取三阿，在今天長市境內展開三阿之戰擊退前秦軍。
南朝宋、齐在此侨置南沛郡、沛县；西部与六合一起属于南兖州秦郡。
梁改南沛郡为泾城郡、泾州，陈改泾城为沛郡 （梁陈之间短暂属于北齐東廣州）。
北周改沛郡、县为石梁郡、县。隋朝时属于扬州永福县和江阳县 (隋朝)。唐初改永福县为石梁县，不久撤销并入扬州的江都县、六合县和高邮县。
天长正式置县是唐玄宗天宝元年（公元742年），为纪念玄宗李隆基生日，割江都县、六合县、高邮县三县地置千秋县，属淮南道扬州（广陵郡）。天宝七年，千秋节改为天长节，千秋县也随之易名天长县。
五代十国南唐保大 (南唐)十五年（公元957），割六合、天长置雄州。未幾，以六合还隶扬州，以天长为雄州。後周显德五年（公元958），南唐献江北泗、滁、濠、雄州等14州予後周。
宋朝开宝八年（公元975），将雄州改为天长军，兼领天长县，属淮南路扬州。宋朝之前大多数时间属于扬州，南宋由于边境战事，建炎元年（公元1127年）复置天长军，绍兴元年(1131)再次入扬州。绍兴十一年(1141)于扬州天长县仍置天长军，辖天长、盱眙、招信三县。
元朝至元十四年（公元1277）属招信路，次年属临淮府，至元二十年属淮安路临淮府，至元二十七年临淮府废，改属淮安路泗州。
明清两朝，天长与盱眙一起属泗州，先後隶属于南直隶、江南省、和安徽省（含苏皖边区和皖北行署区）。
1938年，日军占领县城。1940年，新四军占据铜城镇等地。民国三十二年（1943年）2月，苏皖边区政府淮南解放区将天长县与高邮县合并成立天高县，民国33年（1944年）9月天高办事处分为天长、高邮两县，民国34年（1945年）4月又合并为天高县，民国34年（1945年）11月再度分设。其间天长（天高）县均属津浦路东。1946年6月，解放区苏皖边区政府为纪念新四军副军长罗炳辉，将天长县改名为炳辉县，不久，国民军占领县城，恢复天长县名称。民国36年（1947年），共产党领导下的天长县政府恢复，民国三十七年（1948年）4月与高邮合并为天高县政府，12月18日又改称炳辉县，隶属江淮一分区专员公署。
民国三十八年1月（1949年1月）解放军占领天长，原高宝县所属地域从炳辉县中划出。重新使用炳辉县名称，隶属滁县专区。1960年1月，恢复天长县名称。
1978年，安徽省遭遇特大旱灾。同年9月初，时任滁县地区地委书记的王郁昭主持召开了四级干部会议，布置生产自救及秋耕秋种工作。会上，部分基层干部公开报告生产自救“秘密武器”称，天长县新街公社实行棉花包产到户，为中国改革开放标志性事件大包乾的雏形。
1993年12月，天长撤县设市。2001年底，36个乡镇合并为28个乡镇、街道，2007年又合并为14个镇、1个街道。 2017年成为中国医疗改革的试点并获得业内好评。

## 人口
根據第七次人口普查數據，截至2020年11月1日零時，天長常住人口為603780人。

## 文化

### 方言
天长方言属于江淮官话洪巢片扬州小片，天长地处安徽东部，毗邻江苏的扬州市（邗江区、仪征市、高邮市）、淮安市（金湖县、盱眙县）以及南京市六合区，地近淮扬，历史上亦属“吴头楚尾”。天长在唐宋时期也长期在以扬州为中心城市的行政区内，故而天长方言主要属于以扬州话为主要代表的江淮官话，此外有少部分用语也与吴语常用词汇类似。1942年，天长籍的艺术家何仿从家乡搜集了民歌《茉莉花》整理，1959年由中国青年艺术团带到维也纳的第七届世界青年与学生联欢节上，如今更在海内外华人中广泛流传。
入声韵：天长方言属于江淮官话，而江淮官话的最大特点是保留中古的入声韵，入声收喉塞音韵尾。因此，天长方言比普通话多一个入声调，所以天长话共有5个单字声调：阴平、阳平、上声、去声、入声。古全浊上声今归入去声，古次浊上声今归上声，古清去、浊去合并为去声，与普通话一致。此外还带有一个入声调。入声读音比较短促。

## 地理
天长位于安徽省江淮之间东部，东临高邮湖，市境伸入江苏省，南、东、北方位分别毗邻江苏省的南京市（六合区）、扬州市和淮安市（金湖县、盱眙县），仅西部与安徽省来安县相连。天长距扬州51公里，南京75公里，滁州100公里，上海约320公里，水路经高邮湖直达沿江、沿海各大港口。

### 气候
天长地处北亚热带北部，属亚热带季风气候。年均温15.3℃，年降水量1073mm。
| 天长 (1981−2010)     | 天长 (1981−2010) | 天长 (1981−2010) | 天长 (1981−2010) | 天长 (1981−2010) | 天长 (1981−2010) | 天长 (1981−2010) | 天长 (1981−2010) | 天长 (1981−2010) | 天长 (1981−2010) | 天长 (1981−2010) | 天长 (1981−2010) | 天长 (1981−2010) | 天长 (1981−2010) |
| 月份                 | 1月              | 2月              | 3月              | 4月              | 5月              | 6月              | 7月              | 8月              | 9月              | 10月             | 11月             | 12月             | 全年             |
| -------------------- | ---------------- | ---------------- | ---------------- | ---------------- | ---------------- | ---------------- | ---------------- | ---------------- | ---------------- | ---------------- | ---------------- | ---------------- | ---------------- |
| 历史最高温 °C（°F）  | 20.8 (69.4)      | 26.9 (80.4)      | 28.8 (83.8)      | 33.1 (91.6)      | 36.5 (97.7)      | 37.0 (98.6)      | 38.6 (101.5)     | 38.7 (101.7)     | 37.0 (98.6)      | 33.1 (91.6)      | 28.0 (82.4)      | 22.6 (72.7)      | 38.7 (101.7)     |
| 平均高温 °C（°F）    | 6.3 (43.3)       | 8.6 (47.5)       | 13.4 (56.1)      | 20.0 (68.0)      | 25.7 (78.3)      | 28.7 (83.7)      | 31.4 (88.5)      | 30.8 (87.4)      | 27.0 (80.6)      | 22.1 (71.8)      | 15.5 (59.9)      | 8.9 (48.0)       | 19.9 (67.8)      |
| 日均气温 °C（°F）    | 2.0 (35.6)       | 4.2 (39.6)       | 8.6 (47.5)       | 14.9 (58.8)      | 20.6 (69.1)      | 24.4 (75.9)      | 27.5 (81.5)      | 26.9 (80.4)      | 22.7 (72.9)      | 17.3 (63.1)      | 10.6 (51.1)      | 4.3 (39.7)       | 15.3 (59.6)      |
| 平均低温 °C（°F）    | −1.2 (29.8)      | 0.7 (33.3)       | 4.7 (40.5)       | 10.4 (50.7)      | 16.0 (60.8)      | 20.8 (69.4)      | 24.4 (75.9)      | 23.9 (75.0)      | 19.4 (66.9)      | 13.4 (56.1)      | 6.6 (43.9)       | 0.7 (33.3)       | 11.7 (53.0)      |
| 历史最低温 °C（°F）  | −11.6 (11.1)     | −12.3 (9.9)      | −5.8 (21.6)      | −0.5 (31.1)      | 7.3 (45.1)       | 11.9 (53.4)      | 17.6 (63.7)      | 16.3 (61.3)      | 11.1 (52.0)      | 2.4 (36.3)       | −5.5 (22.1)      | −13.4 (7.9)      | −13.4 (7.9)      |
| 平均降水量 mm（）    | 39.0 (1.54)      | 42.8 (1.69)      | 69.2 (2.72)      | 62.7 (2.47)      | 84.6 (3.33)      | 131.0 (5.16)     | 248.0 (9.76)     | 165.5 (6.52)     | 88.4 (3.48)      | 57.2 (2.25)      | 57.1 (2.25)      | 27.9 (1.10)      | 1,073.4 (42.27)  |
| 来源：中国气象数据网 |                  |                  |                  |                  |                  |                  |                  |                  |                  |                  |                  |                  |                  |

## 行政区划
天长市下辖2个街道办事处和14个镇以及城东新区、大圹圩农场，共有63个社区、121个村，4190个村（居）小组。市政府驻广陵街道。
广陵街道、千秋街道、铜城镇、汊涧镇、秦栏镇、大通镇、杨村镇、石梁镇、金集镇、永丰镇、仁和镇、冶山镇、郑集镇、张铺镇、新街镇、万寿镇、城东新区和安徽省大圹圩农场。
- 滁州高新技术产业开发区

## 经济
天长是东部沿海地区与内陆中部地区的跳板，是长三角经济区重要的配套加工业生产基地。2010年“中国产业百强县排行榜”，安徽省有天长市与无为县入榜。
2022年，天长市实现地区生产总值686.1亿元，增长7.3%。第一产业增加值44亿元，增长4.4%；第二产业增加值419亿元，增长8.0%；第三产业增加值223.1亿元，增长6.5%。

## 对外交通
天长境内有 205国道（宁连一级公路）、 345国道、 扬宿高速公路以及 长深高速宁连段纵贯境内。
规划与建设中的滁扬高速公路将从该市经过。规划中连接江苏南京与淮安的宁淮城际铁路和连接河南省三门峡市和江苏省如东县洋口港的三洋铁路将在该市设置站点。
此外，南京地铁S8号线一期已正式投入运营（全线位于南京境内，终点站金牛湖站距离天长市区约25公里），二期工程（金牛湖至天长市区）亦正在谋划之中。